# Malcolm Beckwith Parkes
Malcolm Beckwith Parkes (* 26. Juni 1930 in Charlton; † 10. Mai 2013) war ein britischer Paläograph.

## Leben
Er wurde an der Colfe’s Grammar School in Lewisham ausgebildet und studierte an der Universität Straßburg und am Hertford College. Nach seinem Abschluss arbeitete er für das Exportgeschäft seiner Familie, bevor er 1957–58 ein Jahr als Archivar in der Bibliothek im Lambeth Palace arbeitete. 1961 wurde er zum Dozenten für Englische Sprache und Literatur an den Keble und Mansfield Colleges in Oxford ernannt. Vier Jahre später wurde er Fellow und Tutor bei Keble. Zwischen 1965 und 1974 war er Fellow Librarian am College. Als die Bibliothek einen neuen Anbau erhielt, entdeckte er bei Umräumarbeiten rund 90 Manuskripte, statt der 16 aufgelisteten, und beschloss einen Katalog zu veröffentlichen (The Medieval Manuscripts of Keble College Oxford, 1979). 30 Jahre war Parkes Fellow am Keble College in Oxford, wo er als Tutor für Altes und Mittleres Englisch tätig war. 1996 wurde er zum ersten Professor für Paläographie an der Universität Oxford ernannt. Seit 1993 war er Mitglied (Fellow) der British Academy.

## Schriften (Auswahl)
- English cursive book hands 1250–1500. London 1979, ISBN 0-85967-535-1.
- Pause and effect. An introduction to the history of punctuation in the West. Aldershot 1992, ISBN 0-85967-742-7.
- Their hands before our eyes. A closer look at scribes. The Lyell lectures delivered in the University of Oxford 1999. Aldershot 2008, ISBN 978-0-7546-6337-9.
- Pages from the past. Medieval writing skills and manuscript books. Farnham 2012, ISBN 1-409-43806-6.